# Roxby Downs
Roxby Downs ist eine Stadt im Outback in South Australia, 563 Kilometer von Adelaide entfernt. Der Ort mit etwa 3600 Einwohnern (Stand 2016) wurde als Unterkunft für die im Uranabbau beschäftigten Menschen des Bergwerks Olympic Dam im Jahr 1987 gebaut, das zehn Kilometer nördlich liegt.
Roxby Downs war eine Stadtgründung in Australien, die in Kooperation mit der Staatsregierung und einer der größten Bergwerksgesellschaften der Welt, der BHP Billiton, in einer der entlegensten Regionen Australiens komplett mit Wohngebäuden und dazugehöriger Infrastruktur (Straßen, Wasser- und Stromversorgung) aufgebaut wurde. In dem Bergwerk, das sich über eine Fläche von 260 km² erstreckt, wird neben Kupfer, Uran, Gold und Silber abgebaut.
Die Stadt hat eine Schwimmhalle, ein Kino, ein Kulturzentrum, ein Einkaufszentrum, ein Café und Sportclubs. Am 5. November 1988 wurde sie offiziell eröffnet, und 2005 wurde eine kommunale Stadtverwaltung eingesetzt. Voraussetzung hierfür war ein Indenture Act, und der Ort wird nun von dem Roxby Downs Municipal Council verwaltet.
In der Nähe von Roxby Down befindet sich ungefähr 30 Kilometer östlich Andamooka, ein Ort der Opalbergwerke, und Woomera, und 84 Kilometer südlich liegt eine Siedlung der Australian Defence Force, die auf der Woomera Prohibited Area Atombombentests durchführte. 10 Kilometer nördlich des Ortes liegt das 123 km² große Schutzgebiet Arid Recovery.

## Klima
|                       | Jan  | Feb  | Mär  | Apr  | Mai  | Jun  | Jul  | Aug  | Sep  | Okt  | Nov  | Dez  |   |      |
| Mittl. Tagesmax. (°C) | 37,1 | 36,0 | 32,2 | 27,1 | 22,5 | 18,4 | 18,4 | 20,6 | 25,1 | 27,8 | 31,7 | 34,1 | ⌀ | 27,5 |
| Mittl. Tagesmin. (°C) | 21,1 | 20,4 | 16,8 | 12,7 | 8,0  | 5,1  | 4,4  | 5,6  | 9,5  | 12,4 | 16,4 | 18,5 | ⌀ | 12,5 |

| 21,1 |

| 20,4 |

| 16,8 |

| 12,7 |

| 8,0 |

| 5,1 |

| 4,4 |

| 5,6 |

| 9,5 |

| 12,4 |

| 16,4 |

| 18,5 |

| 21,1 |

| 20,4 |

| 16,8 |

| 12,7 |

| 8,0 |

| 5,1 |

| 4,4 |

| 5,6 |

| 9,5 |

| 12,4 |

| 16,4 |

| 18,5 |